# 이즈미 히로시
이즈미 히로시(일본어: 泉 浩, いずみ ひろし, 1982년 6월 22일~)는 일본의 유도, 종합격투기 선수이다. 2004년 하계 올림픽 남자 미들급에서 금메달을 획득했으며, 2009년에 종합격투기로 전향하였다.

## 개인사
2014년 2월 22일에 배우인 스에나가 하루카와 결혼했다.